# Marta Angerri
Marta Angerri Feu (Barcelona, 1975) és politòloga i, des del juliol de 2018, exerceix de Directora General del Cercle d'Economia.
Llicenciada en Ciències Polítiques per la Universitat Autònoma de Barcelona (UAB) i màster en gestió pública per Esade-UPF-UAB, des de molt jove, ha ocupat diversos càrrecs a la Generalitat de Catalunya fins a l'arribada del segon tripartit. A l'administració catalana ha desenvolupat diverses tasques sempre relacionades amb la secretaria general de la Joventut entre el 2003 i el 2006. També va ser responsable de Relacions Institucionals de la Presidència de la Generalitat el 2006. Angerri forma part del Cercle d'Economia des del 2007, amb motiu del cinquantè aniversari de l'entitat. Posteriorment, va exercir com a directora de programes, abans d'assumir el 2011 la secretària general i la direcció de la Fundació del Cercle d'Economia. Angerri, que ja formava part de l'equip gestor del Cercle d'Economia en el que, a més de l'anterior director general, Alberich es trobaven el gerent Jordi Jiménez Hita i el president, Juan José Brugera, a partir del juliol de 2018 és nomenada la seva directora general. Actualment és la directora general de Comerç de la Generalitat de Catalunya.